# Vlkolínec
Vlkolínec is een dorp en stadsdeel van Ružomberok in Slowakije met 35 inwoners. Het ligt in het district Ružomberok in de regio Žilina.
Vlkolínec staat sinds 1993 op de Werelderfgoedlijst van UNESCO omdat het dorp, onaangetast door de moderne tijd, bestaat uit 40 bewoonde historische houten huizen.
- Library of Congress Control Number: n2002030636
- Nationale Bibliotheek van Tsjechië: ge503887
- Nationale Bibliotheek van Israël: 987007469746205171
- Virtual International Authority File: 130378194